# Episodi di Seinfeld (seconda stagione)
La seconda stagione della serie televisiva Seinfeld, composta da 12 episodi, è stata trasmessa in prima visione negli Stati Uniti d'America dalla NBC dal 23 gennaio 1991 al 26 giugno 1991.
In Italia è stata trasmessa in prima visione da TMC.
| nº | Titolo originale       | Titolo italiano         | Prima TV USA     | Prima TV Italia |
| -- | ---------------------- | ----------------------- | ---------------- | --------------- |
| 1  | The Ex-Girlfriend      | L'ex fidanzata          | 23 gennaio 1991  |                 |
| 2  | The Pony Remark        | Pony fatale             | 30 gennaio 1991  |                 |
| 3  | The Jacket             | Il giubbotto di pelle   | 6 febbraio 1991  |                 |
| 4  | The Phone Message      | Il messaggio telefonico | 13 febbraio 1991 |                 |
| 5  | The Apartment          | L'appartamento          | 4 aprile 1991    |                 |
| 6  | The Statue             | La statuetta            | 11 aprile 1991   |                 |
| 7  | The Revenge            | La vendetta             | 18 aprile 1991   |                 |
| 8  | The Heart Attack       | L'attacco di cuore      | 25 aprile 1991   |                 |
| 9  | The Deal               | L'affare                | 2 maggio 1991    |                 |
| 10 | The Baby Shower        | Il baby party           | 16 maggio 1991   |                 |
| 11 | The Chinese Restaurant | Il ristorante cinese    | 23 maggio 1991   |                 |
| 12 | The Busboy             | Un cameriere sfortunato | 26 giugno 1991   |                 |

## L'ex fidanzata
- Titolo originale: The Ex-Girlfriend
- Diretto da: Tom Cherones
- Scritto da: Larry David e Jerry Seinfeld

### Trama
George si lamenta della sua ragazza Marlene, che trova fastidiosa, con Jerry. Jerry insiste affinché George rompa con lei. George segue il consiglio di Jerry e pone fine alla sua relazione con lei. Raccontando a Jerry della rottura, George insiste affinché Jerry veda Marlene per recuperare i libri che ha lasciato nel suo appartamento. Quando va lì, Jerry stringe una relazione con Marlene. Dopo che George gli dice che non gli dispiace che esca con Marlene, Jerry decide di mantenere la relazione. Tuttavia, dopo aver visto lo spettacolo di Jerry, Marlene lo lascia.
- Altri interpreti: Tracy Kolis (Marlene), Karen Barcus (receptionist)
- Ascolti USA: telespettatori 15 600 000[2]

## Pony fatale
- Titolo originale: The Pony Remark
- Diretto da: Tom Cherones
- Scritto da: Larry David e Jerry Seinfeld

### Trama
Alla cena di una zia, Jerry fa un'osservazione sgradevole ("Odio chiunque abbia mai avuto un pony da bambini!"), Che potrebbe aver portato alla sua morte della donna. Con grande disgusto di Elaine, non andrà al suo funerale a una partita di softball a cui doveva giocare. Nel frattempo, Kramer e Jerry scommettono sul fatto che Kramer ristrutturerà o meno il suo appartamento in modo che abbia più livelli. Kramer cambia idea e decide di non costruire livelli, sostenendo che poiché non ci ha provato, la scommessa non era valida.
- Altri interpreti: Rozsika Halmos (Manya)
- Ascolti USA: telespettatori 15 200 000[3]

## Il giubbotto di pelle
- Titolo originale: The Jacket
- Diretto da: Tom Cherones
- Scritto da: Larry David e Jerry Seinfeld

### Trama
Mentre fa shopping con Elaine, Jerry compra una costosa giacca di camoscio. Elaine convince George e Jerry ad incontrare suo padre, che ha la reputazione di essere difficile e intimidatorio. Jerry indossa la sua nuova giacca quando lui e George incontrano il padre di Elaine. Dopo aver appreso che Elaine arriverà in ritardo, Jerry e George vengono lasciati soli con suo padre e intrattengono una conversazione scomoda. Quando arriva Elaine, escono per andare a al ristorante e vedono che sta nevicando. Elaine e George suggeriscono a Jerry di capovolgere la sua nuova giacca in modo che non si rovini. Il padre di Elaine chiede a Jerry di non indossare la giacca al rovescio perché la fodera ha strisce rosa elettrico. Dopo aver camminato per un breve tratto durante la nevicata, la giacca di Jerry si rovina.
- Altri interpreti: Lawrence Tierney (Alton), Benes Frantz Turner (venditore)
- Ascolti USA: telespettatori 14 800 000[4]

## Il messaggio telefonico
- Titolo originale: The Phone Message
- Diretto da: Tom Cherones
- Scritto da: Larry David e Jerry Seinfeld

### Trama
George si preoccupa quando la sua ragazza, Carol, non risponde alle sue chiamate. Perde la pazienza e lascia, arrabbiato, una serie di messaggi sulla sua segreteria telefonica. Più tardi, scopre che lei era fuori città. Prima che possa sentire i messaggi, lui e Jerry hanno in programma di entrare nel suo appartamento e cambiare il nastro della sua segreteria telefonica, in modo che non ascolti i messaggi. George e Jerry riescono a intercettare Carol nel suo appartamento e scambiare il nastro. George in seguito scopre che Carol ha già sentito i messaggi e li ha trovati divertenti, e la sente dire che "ama le battute di quel genere".
- Altri interpreti: Tory Polone (Carol), Gretchen German (Donna)
- Ascolti USA: telespettatori 13 600 000[5]

## L'appartamento
- Titolo originale: The Apartment
- Diretto da: Tom Cherones
- Scritto da: Peter Mehlman

### Trama
Elaine è depressa perché il suo appartamento è poco confortevole. Jerry sente i due gestori del suo palazzo discutere di un condomino che, essendo appena morto, ha reso disponibile un appartamento. Sorpreso dalla convenienza dell'affitto, Jerry dice immediatamente a Elaine che sarà in grado di procurarle l'appartamento. Eccitato all'inizio, Jerry in seguito si rende conto di quanto Elaine potrebbe diventare invadente. Nel frattempo, George viene a sapere dell'effetto che un uomo con una fede nuziale ha sulle donne e inizia a indossarne una per vedere cosa succede. Questo piano si ritorce contro, poiché scopre che indossare l'anello fa sì che le donne che altrimenti uscirebbero con lui lo rifiutino.
- Altri interpreti: Jeanine Jackson (Roxanne), Patricia Thomson (Susie), Glenn Shadix (Harold), Tony Plana (Manny)
- Ascolti USA: telespettatori 24 700 000[6]

## La statuetta
- Titolo originale: The Statue
- Diretto da: Tom Cherones
- Scritto da: Larry Charles

### Trama
Jerry riceve alcuni dei vecchi beni di suo nonno. Tra di loro c'è una statua che assomiglia a quella che aveva la famiglia di George fino a quando George non l'ha rotta. Jerry promette a George che può averla, ma la lascia nel suo appartamento per alcuni giorni. Jerry in seguito fa pulire il suo appartamento da Ray, il fidanzato di Rava, un cliente di Elaine. Jerry ed Elaine vedono la statua nell'appartamento di Ray e pensano che Ray l'abbia rubata. Vestito da Joe Friday, Kramer finge di essere un poliziotto e recupera la statua da Ray. La statua viene restituita a un grato George, il quale però in seguito la lascia cadere quando Kramer gli dà un'amichevole pacca sulla spalla.
- Altri interpreti: Nurit Koppel (Rava), Michael D.Conway (Ray)
- Ascolti USA: telespettatori 23 300 000[7]

## La vendetta
- Titolo originale: The Revenge
- Diretto da: Tom Cherones
- Scritto da: Larry David

### Trama
George lascia il lavoro dopo essersi stancato del suo capo esigente, ma si rammarica immediatamente della sua decisione. Ritorna sul posto di lavoro, fingendo di non essersi mai livenziato, ma viene cacciato. Jerry è infastidito nello scoprire che i soldi che aveva nascosto nella borsa della biancheria sono scomparsi dopo averli lasciati in lavanderia. Incolpa subito il proprietario, che si dichiara innocente. Jerry è furioso e, aiutato da Kramer, complotta per versare un sacco di cemento nella lavatrice. Dopo aver fatto lo scherzo, i soldi di Jerry vengono scoperti nella borsa della biancheria di Kramer. George, aiutato da Elaine, trama vendetta contro il suo ex capo, ma il suo tentativo gli costa la possibilità di riavere il lavoro.
- Altri interpreti: Teri Austin (Ava), John Capodice (Vic), Fred Applegate (Levitan), Patrika Darbo (Glenda), Marcus Smythe (Dan)
- Ascolti USA: telespettatori 19 600 000[8]

## L'attacco di cuore
- Titolo originale: The Heart Attack
- Diretto da: Tom Cherones
- Scritto da: Larry Charles

### Trama
George pensa di avere un infarto, ma in realtà ha bisogno di una tonsillectomia. Kramer consiglia un guaritore olistico come alternativa. George segue il consiglio di Kramer e quando George, Kramer e Jerry incontrano il guaritore olistico, dà a George del tè per risolvere il suo problema alle tonsille. George si ammala per aver bevuto il tè e viene portato d'urgenza in ospedale. Sulla strada per l'ospedale, i paramedici litigano, provocando un incidente con l'ambulanza. George e Jerry vengono successivamente visti con i tutori per il collo e George si è fatto rimuovere le tonsille.
- Altri interpreti: John Fleck (assistente), Stephen Tobolowsky (Tor Akman), Jimmy Woodard (autista)
- Ascolti USA: telespettatori 20 600 000[9]

## L'affare
- Titolo originale: The Deal
- Diretto da: Tom Cherones
- Scritto da: Larry David

### Trama
Elaine e Jerry rinnovano la loro relazione sessuale dopo aver visto un film pornografico soft-core, ma per proteggere la loro amicizia, stabiliscono dei limiti per le avventure future. Sono orgogliosi di aver finalmente trovato il modello perfetto per fare sesso rimanendo amici, anche se George dubita che il loro accordo possa funzionare. Il giorno del compleanno di Elaine, Jerry la offende inavvertitamente, regalandole $ 182 in contanti. Kramer, invece, accontenta Elaine regalandole il mobile che voleva. Jerry vuole porre fine all'accordo, ma Elaine ammette di volere una relazione a tutti gli effetti e non può più attenersi alle regole stabilite. Rendendosi conto che lui ed Elaine non possono essere solo amici, Jerry riprende la relazione romantica.
- Altri interpreti: Siobhan Fallon (Tina)
- Ascolti USA: telespettatori 22 900 000[10]

## Il baby party
- Titolo originale: The Baby Shower
- Diretto da: Tom Cherones
- Scritto da: Larry Charles

### Trama
Elaine tiene un baby shower per un amico nell'appartamento di Jerry. George è emozionato, perché trova nel baby shower l'occasione perfetta per "sgridare" la donna che gli aveva dato "inequivocabilmente, il peggior appuntamento della [sua] vita" versando la cream di cioccolato sulla sua maglietta rossa. Tuttavia, non può riesce a trovare il coraggio di farlo. Nel frattempo, Kramer convince Jerry a piratare la televisione via cavo per guardare le partite casalinghe dei Mets. Quando arrivano i fornitori di servizi via cavo russi, rovinano il baby shower.
- Altri interpreti: James Lashly (assistente), Christine Dunford, Vic Polizos (Tabachnick), Margaret Reed (Mary)
- Ascolti USA: telespettatori 17 200 000[11]

## Il ristorante cinese

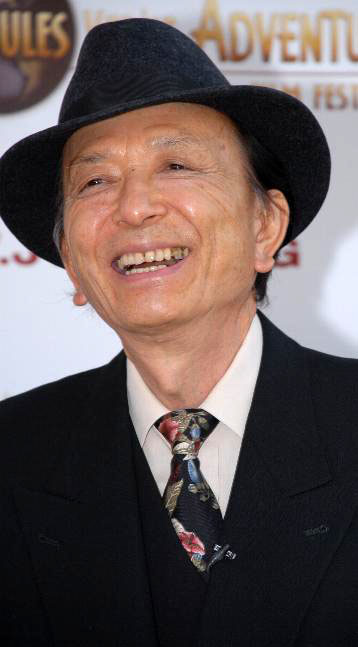
James Hong interpreta il receptionist del ristorante cinese.

- Titolo originale: The Chinese Restaurant
- Diretto da: Tom Cherones
- Scritto da: Larry David e Jerry Seinfeld

### Trama
Jerry, George ed Elaine decidono di andare a mangiare a cena senza prenotazione in un ristorante cinese, ma vengono ripetutamente ostacolati dal maître. Dopo che è stato ripetutamente detto loro che avrebbero ricevuto un tavolo in "5, 10 minuti", Elaine afferma di essere così affamata che avrebbe mangiato cibo dal piatto di un altro cliente. Jerry scommette $ 50 che non lo avrebbe fatto. Elaine si avvicina ai commensali a un tavolo e dice loro che i suoi amici le darebbero $ 50 per mangiare uno dei loro involtini e che è disposta a dividere con loro $ 25. Le persone al tavolo non la capiscono ed Elaine si allontana e perde la scommessa. Jerry, dopo aver mentito a suo zio dicendo che non poteva andare a cena a casa sua, vede l'addetta alla reception di suo zio al ristorante. Rendendosi conto che la sua copertura è saltata, decide di cenare con suo zio, dopotutto. George, che non riesce a contattare la sua ragazza al telefono pubblico, ed Elaine sono più che disposti ad andarsene. Dopo che lo fanno, il maitre chiama il loro nome.
- Altri interpreti: Judy Kain (Lorraine), James Hong (receptionist del ristorante cinese), David Tress (Cohen)
- Ascolti USA: telespettatori 16 800 000[12]

- Nota. In questo episodio è assente Cosmo Kramer

## Un cameriere sfortunato
- Titolo originale: The Busboy
- Diretto da: Tom Cherones
- Scritto da: Larry David e Jerry Seinfeld

### Trama
Jerry, George ed Elaine sono a cena, quando un menu su un tavolo adiacente prende fuoco. George lo spegne e spiega al manager che il cameriere, Antonio, ha lasciato il menu troppo vicino a una candela, ed Elaine dichiara scherzosamente che non mangerà mai più lì. Antonio viene successivamente licenziato, sconvolgendo Elaine e George. George e Kramer in seguito vanno nel suo appartamento per scusarsi, ma fanno uscire accidentalmente il gatto dall'appartamento. Pochi giorni dopo, Antonio va a trovare George e gli dice che c'è stata un'esplosione al ristorante, che ha ucciso cinque dipendenti, compreso il sostituto di Antonio. Spiega anche che, mentre stava cercando il suo gatto, ha trovato un lavoro migliore. Ringrazia George per avergli salvato la vita. Mentre esce dall'edificio, Antonio litiga con un ragazzo, Eddie, che Elaine sta cercando di scaricare, e si feriscono a vicenda. Antonio perde il suo nuovo lavoro, George è costretto a prendersi cura del suo gatto ed Eddie è costretto a letto nell'appartamento di Elaine per diverse settimane.
- Altri interpreti: Doug Ballard (Eddie), David Labiosa (Antonio)
- Ascolti USA: telespettatori 12 500 000[13]